# Virazón
El virazón es el viento que sopla desde el mar hacia la tierra durante el día alternándose con el terral que hace lo contrario durante la noche y sucediéndose ambos con bastante regularidad durante todo el año mientras no hay temporal.
El virazón es un viento de los llamados mareros ya que soplan desde el mar hacia la tierra y tendría un comportamiento similar a los vientos denominados por Valbuena altanos, que son los que se levantan en tierra, corren al mar y vuelven de nuevo a tierra. 
El virazón tiene un impacto sobre la generación de energía eólica y solar, por lo que resulta importante estudiar su comportamiento.